# Бонди, Сандро
Сандро Бонди (итал. Sandro Bondi; род. 14 мая 1959, Фивиццано, провинция Масса-Каррара, Тоскана) — итальянский политик, министр культурного наследия и культурной деятельности в четвёртом правительстве Берлускони (2008—2011).

## Биография
Сандро Бонди родился 14 мая 1959 года в Фивиццано, единственный сын каменщика Ренцо Бонди (1931—2011) и домохозяйки Марии Бертоли. В детстве около десяти лет прожил с семьёй в Швейцарии и вспоминал позднее виденные там на дверях кафе таблички: «Посетителям с собаками и итальянцам вход запрещён». По собственным словам, проникся религиозным чувством социальной справедливости, был пламенным поклонником Энрико Берлингуэра. По возвращении из Швейцарии Ренцо купил дом в Гассано — фракции коммуны Фивиццано, и открыл в этом городе бар. Сандро учился в лицее имени Леонардо да Винчи в Виллафранка-ин-Луниджана, в 1975 году стал секретарём отделения Итальянской коммунистической молодёжной федерации (FGCI) в Луниджане, а в 1984 году окончил Пизанский университет, где изучал философию (написал дипломную работу о Савонароле). В 1990 году избран мэром Фивиццано от Коммунистической партии, но уже в 1992 году городская власть перешла к коалиции социалистов и христианских демократов. Познакомившись с Берлускони, в 1994 году Бонди стал его секретарём и вступил в его партию Вперёд, Италия, в которой с 2005 по 2008 год занимал должность национального координатора. Вместе с партией вступил в Народ свободы, но 22 мая 2012 года, после провала партии на местных выборах, ушёл в отставку с должности национального координатора.
В 2001 и 2006 годах Бонди избирался в Палату депутатов XIV и XV созывов по списку партии «Вперёд, Италия».
В 2008 году Бонди был избран в Сенат XVI созыва и входил во фракцию Народа свободы, также с 8 мая 2008 по 23 марта 2011 года являлся министром культурного наследия и культурной деятельности в четвёртом правительстве Берлускони. Ушёл в отставку с министерской должности досрочно из-за серии скандалов — на 67-м Венецианском кинофестивале в 2010 году присудил премию Action for Women, которой распоряжался в качестве министра, болгарской актрисе Драгомире Боневой, известной под итальянским псевдонимом Michelle Bonev (пресса считала Боневу связанной с премьер-министром Берлускони). Другим ударом для министра культуры стало обрушение казармы гладиаторов в Помпеях. В 2013 году избран в Сенат XVII созыва, где сначала входил во фракцию Народа свободы и затем — воссозданной Вперёд, Италия, а 30 марта 2015 года покинул партию, в которой до 20 мая 2014 года занимал должность администратора (на этой должности его заменила Мариярозария Росси), и перешёл в Смешанную фракцию Сената.

## Личная жизнь
В 2009 году Бонди развёлся с Габриэлой Подеста (Gabriella Podestà), отношения с которой завязались ещё в пору учёбы в лицее, с тех пор поддерживает постоянные отношения с предпринимательницей и сенатором Мануэлой Репетти. Есть сын от Габриэлы Подеста — Франческо.